# Un piccione seduto su un ramo riflette sull'esistenza
Un piccione seduto su un ramo riflette sull'esistenza (En duva satt på en gren och funderade på tillvaron) è un film del 2014 diretto da Roy Andersson, vincitore del Leone d'oro per il miglior film alla 71ª Mostra internazionale d'arte cinematografica di Venezia della Biennale di Venezia.

## Trama
La pellicola inizia descrivendo 3 diversi incontri con la morte, per poi basarsi sulla storia di un venditore ed un'altra persona affetta da ritardo mentale, che intraprendono un viaggio al fine di vendere finti denti da vampiro, sacchetti che, se premuti, emettono risate, ed una strana maschera da anziano.
Un percorso fatto di incontri e situazioni inaspettate che diventano strumento per offrire un punto di vista originale sulla società attuale.

## Produzione

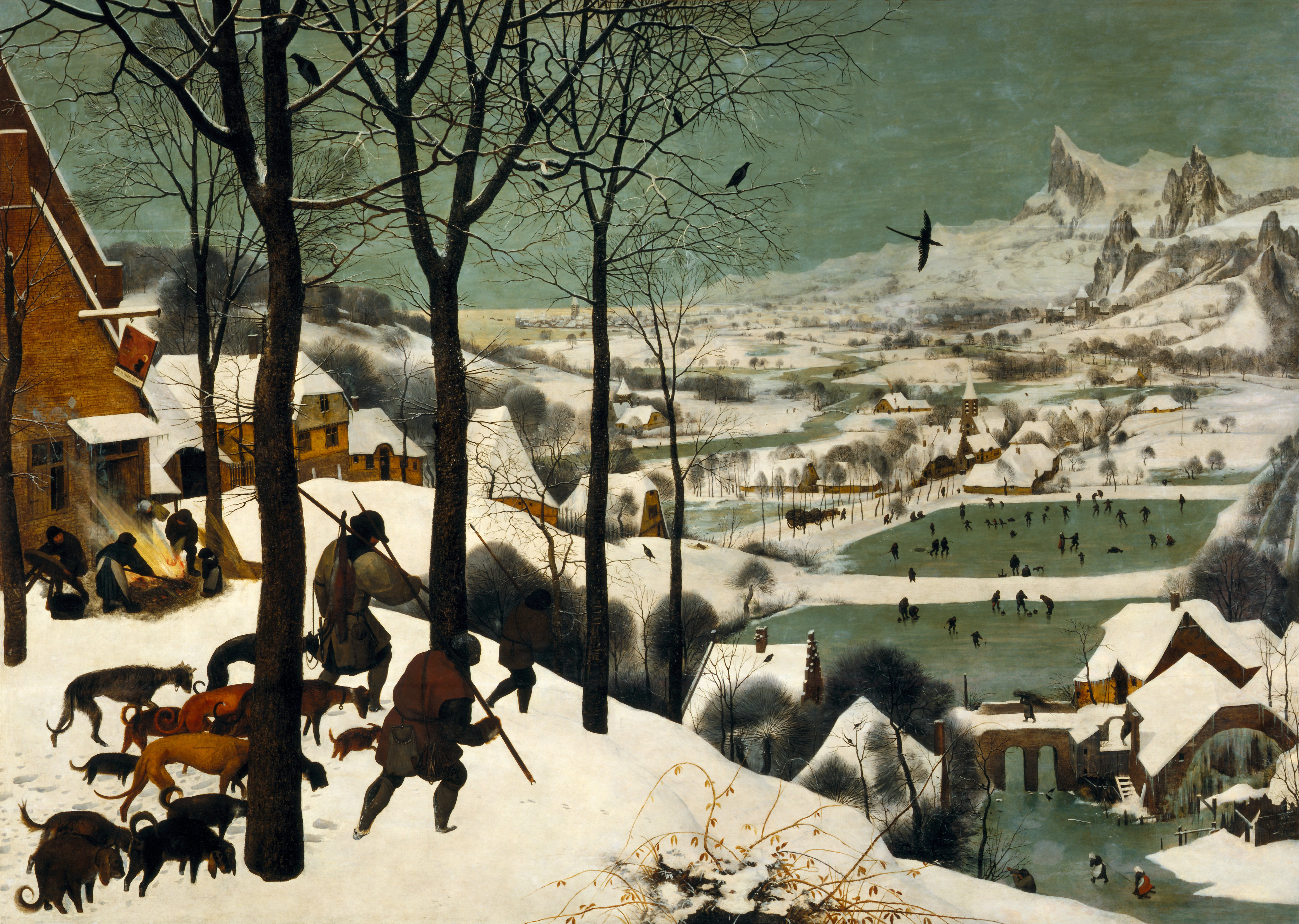
Cacciatori nella neve (1565) di Pieter Bruegel il Vecchio

Il titolo del film è un riferimento al quadro Cacciatori nella neve di Pieter Bruegel il Vecchio. Il dipinto raffigura un paesaggio rurale invernale, con alcuni uccelli appollaiati sui rami degli alberi. Andersson immaginò che gli uccelli della scena guardassero le persone sotto di loro ed immaginassero che cosa stessero facendo e pensando.
Alla Mostra del Cinema di Venezia il regista affermò che il film si ispira anche a Ladri di biciclette di Vittorio De Sica.

## Riconoscimenti
- 2014 - Festival di Venezia
  - Leone d'oro al miglior film a Roy Andersson
- 2015 - European Film Awards
  - Miglior commedia a Roy Andersson
  - Candidatura al Miglior film a Roy Andersson
  - Candidatura al Miglior regista a Roy Andersson
  - Candidatura al Premio del pubblico al miglior film europeo a Roy Andersson
- 2014 - Guldbagge
  - Migliore scenografia a Ulf Jonsson, Nicklas Nilsson, Sandra Parment, Isabel Sjöstrand e Julia Tegström
  - Candidatura a Miglior film
  - Candidatura a Miglior regista a Roy Andersson
  - Candidatura a Migliori costumi a Julia Tegström
  - Candidatura Migliore musica originale a Hani Jazzar e Gorm Sundberg
- 2015 - Satellite Award
  - Candidatura al Miglior film straniero